# Venova
Venova  (от лат. ventus — «ветер», и лат. nova — «новый») — язычковый духовой музыкальный инструмент, разработанный и выпускаемый корпорацией Yamaha, принцип звукоизвлечения которого соответствует семейству язычковых деревянных духовых музыкальных инструментов.

## Концепция инструмента
Идея создания Venova в том, чтобы произвести легкий в освоении, малогабаритный духовой музыкальный инструмент, звуковые и динамические характеристики которого не уступали бы классическим духовым инструментам, таким как саксофон. Venova позиционируется как компактный и крепкий инструмент для путешествий.

## Характеристики
Аппликатура инструмента соответствует аппликатуре блокфлейты, а мундштук идентичен тому, что устанавливается на сопрано саксофон. Длина Веновы составляет 46 см, вес — 180 г. Корпус выполнен из пластика АБС, невосприимчивого к влаге, что позволяет мыть инструмент в проточной воде. Venova является хроматическим двухоктавным инструментом, настроенным в тональность «До». В механике инструмента присутствует октавный клапан, как у саксофона. Для уменьшения расстояния между отверстиями инструмента и сохранения глубокого саксофонного тембра, корпус Venova имеет изогнутую форму с разветвлением трубы у её основания.

## Интересные факты
- Venova входит в состав японского оркестра Akiba Plastic, в котором музыканты играют исключительно на электронных и пластиковых инструментах[6].
- Yamaha Venova получила гран-при конкурса «GOOD DESIGN EXHIBITION», проходившего в Токио в 2017 году, будучи выбранной из 7 кандидатов. В категории «Хобби» инструмент был признан лучшим из всех представленных инноваций[7].